# Che cosa ci siamo fatti
Che cosa ci siamo fatti è il quarto album in studio del cantautore italiano Briga, pubblicato il 1º giugno 2018.

## Tracce
1. Se ti sbranassero gli squali – 3:32
2. Che cosa ci siamo fatti – 3:59
3. Ciao papà – 3:27
4. Negli occhi tuoi – 4:30
5. Mi viene da ridere/ Trastevere – 4:09
6. Dopo di noi nemmeno il cielo – 3:41
7. Overlay – 3:00
8. Stringiti a me – 3:51
9. Mi sento strano – 3:46
10. Ti piace ancora, qui? – 2:51
11. Volevo essere per te – 3:15
12. Armi di te – 2:30